# Brasão de armas das Ilhas Feroé
O brasão de armas das Ilhas Feroé surgiu pela primeira vez em cadeiras medievais de Kirkjubøur por volta do Século XV. Apresenta um carneiro (Feroês: Løgrættumenn) num escudo. Usos posteriores mostram um Carneiro num sinete usado pelos Løgrættumenn, membros do Velho Tribunal Feroês, o Løgting.
O brasão caiu em desuso quando o Løgting foi abolido em 1816. Após a restituição do Løgting em 1852 e mesmo estando as Ilhas Feroé fora do domínio directo da Dinamarca durante a ocupação Britânica aquando da Segunda Guerra Mundial, o brasão nunca foi utilizado.
Após a Acta de Auto-Governo entrar em vigor em 1948, o brasão voltou a ser utilizado. Não pelo Løgting (Parlamento), mas pelo Landsstýri (Governo). O antigo título Løgmaður tinha sido restabelecido, mas desta vez como líder governamental. O brasão seguiu.
A 1 de Abril de 2004 o Gabinete do Primeiro-Ministro anunciou que dali em diante o Gabinete usaria uma nova versão do brasão. O novo brasão era baseado no original dos oficiais de Kirkjubøur. As cores provinham da Merkið, a bandeira Feroesa, mais amarelo dourado. No novo Brasão de armas, figura um carneiro num escudo azul pronto a investir. Pode ser usado pelos Ministérios e por qualquer membro do Governo Feroês, embora alguns ainda usem o símbolo antigo.